# Biểu tình Poznań 1956
Biểu tình Poznań 1956, còn gọi là Tháng Sáu Poznań (tiếng Ba Lan: Poznański Czerwiec), là cuộc biểu tình đầu tiên trong số các cuộc biểu tình lớn chống lại chính quyền cộng sản của Cộng hòa Nhân dân Ba Lan. Các cuộc biểu tình của công nhân đòi điều kiện làm việc tốt hơn bắt đầu vào ngày 28 tháng 6 năm 1956 tại Nhà máy Cegielski ở Poznań và bị đàn áp bạo lực.
Khoảng 100.000 người tập trung ở trung tâm thành phố, gần tòa nhà Bộ Công an. Khoảng 400 xe tăng và 10.000 binh sĩ của Quân đội Nhân dân Ba Lan và Quân đoàn An ninh nội địa, dưới sự chỉ huy của tướng Ba Lan-Liên Xô Stanislav Gilyarovich Poplavsky, được điều động đàn áp biểu tình và bắn vào dân thường biểu tình.
Ước tính có từ 57 đến hơn 100 người chết, với hàng trăm người bị thương. Cuộc biểu tình ở Poznań là một dấu mốc quan trọng trên con đường đi đến Tháng Mười Ba Lan và thành lập một chính phủ ít bị kiểm soát bởi Liên Xô hơn.

## Bối cảnh
Sau khi Iosif Vissarionovich Stalin chết, quá trình phi Stalin hóa đã thúc đẩy các cuộc tranh luận về các vấn đề cơ bản trên toàn bộ Khối phía Đông. Bài báo cáo Về sùng bái cá nhân và những hậu quả của nó của Nikita Sergeyevich Khrushchyov có ý nghĩa sâu rộng cả bên trong Liên Xô và các nước cộng sản khác. Ở Ba Lan, ngoài việc chỉ trích sự sùng bái cá nhân, các chủ đề tranh luận phổ biến tập trung vào quyền định hướng một lộ trình độc lập hơn của "con đường mang tính địa phương, quốc gia đi lên chủ nghĩa xã hội" thay vì tuân theo mô hình Liên Xô đến từng bộ phận nhỏ nhất. Nhiều thành viên Đảng Công nhân Thống nhất Ba Lan đã chia sẻ quan điểm này trong cuộc thảo luận và chỉ trích việc Stalin hành quyết những người cộng sản Ba Lan lớn tuổi hơn khỏi Đảng Cộng sản Ba Lan trong cuộc Đại thanh trừng. Cái chết của nhà lãnh đạo Cộng sản Ba Lan cứng rắn Bolesław Bierut vào ngày 12 tháng 3 năm 1956, được cho là do sốc trước nội dung của Diễn văn bí mật, đã tiếp thêm động lực cho phong trào cải cách.
Phong trào chống cộng ở Ba Lan ngày càng vững chắc, và một nhóm các nhà lãnh đạo đối lập và các nhân vật văn hóa đã thành lập Câu lạc bộ Krzywego Koła (tiếng Ba Lan: Klub Krzywego Koła) ở Warszawa. Tổ chức này thúc đẩy các cuộc tranh luận về nền độc lập của Ba Lan, đặt câu hỏi về hiệu quả của nền kinh tế kế hoạch và thái độ khinh miệt của chính phủ, thậm chí là đàn áp các cựu chiến binh Chiến tranh thế giới thứ hai thuộc Lực lượng vũ trang Ba Lan ở phía Tây and Armia Krajowa. Trong khi giới trí thức bày tỏ sự bất mãn với các cuộc tranh luận và ấn phẩm (bibuła) thì công nhân lại xuống đường. Điều kiện sống ở Ba Lan không được cải thiện, trái ngược với lời tuyên truyền của chính phủ, và công nhân ngày càng thấy họ ngày càng ít quyền lực hơn so với bộ máy quan liêu của Đảng (nomenklatura).
Thành phố Poznań là một trong những trung tâm đô thị và công nghiệp lớn nhất của Cộng hòa Nhân dân Ba Lan. Căng thẳng tại đây ngày càng gay gắt, đặc biệt là kể từ mùa thu năm 1955. Lực lượng công nhân tại nhà máy lớn nhất thành phố, Công nghiệp Kim loại Józefa Stalina, khiếu nại về mức thuế cao hơn đối với những công nhân năng suất nhất (udarnik), làm ảnh hưởng đến hàng nghìn công nhân. Các giám đốc địa phương không thể đưa ra bất kỳ quyết định quan trọng nào do sự quản lý vi mô của các quan chức cấp cao. Trong nhiều tháng, các kiến nghị, thư từ và phái đoàn đã được gửi đến Bộ Công nghiệp máy móc Ba Lan và Ủy ban Trung ương Đảng Công nhân Thống nhất Ba Lan, nhưng vẫn không có kết quả.
Cuối cùng, một phái đoàn gồm khoảng 27 công nhân đã được cử đến Warszawa vào khoảng ngày 23 tháng 6. Vào đêm ngày 26 tháng 6, phái đoàn trở về Poznań với niềm tin rằng một số yêu cầu của họ đã được xem xét theo hướng có lợi. Tuy nhiên, sáng hôm sau, Bộ trưởng Bộ Công nghiệp máy móc đã gặp gỡ đội ngũ công nhân và rút lại một số lời hứa mà phái đoàn đã nhận được tại Warszawa.

## Diễn biến
Ngày 28 tháng 6 năm 1956, một cuộc đình công tự phát bắt đầu lúc 6:30 sáng tại khu phức hợp nhà máy của Công nghiệp Kim loại Józefa Stalina (ZiSPO). Khoảng 80% công nhân của công ty, phần lớn trong số họ bị mất tiền thưởng vào tháng 6 khi chính phủ đột ngột tăng hạn ngạch công việc bắt buộc, đã xuống đường đòi bồi thường tiền lương và một số nhượng bộ về quyền tự do, và tuần hành về phía trung tâm thành phố. Công nhân tại các nhà máy khác, cũng như các tổ chức và sinh viên, đã tham gia cuộc tuần hành.
Từ 9 đến 11 giờ sáng, khoảng 100.000 người tụ tập tại Quảng trường Adam Mickiewicz trước Lâu đài Đế quốc ở Poznań, bao quanh là các tòa nhà do chính quyền thành phố và Đảng cùng sở cảnh sát chiếm đóng. Đoàn người biểu tình yêu cầu giảm giá thực phẩm, tăng lương và hủy bỏ một số thay đổi gần đây trong luật làm ảnh hưởng xấu đến điều kiện lao động. Họ cũng yêu cầu Thủ tướng Ba Lan Józef Cyrankiewicz đến thăm, bởi chính quyền địa phương cho biết họ không có thẩm quyền giải quyết các vấn đề của người lao động. Một số cảnh sát cũng tham gia vào đám đông.
Sau 10 giờ sáng, tình hình nhanh chóng xấu đi, với tin đồn lan truyền rằng các thành viên của phái đoàn đàm phán đã bị bắt. Các đơn vị cảnh sát địa phương (Milicja Obywatelska) không thể kiềm chế đám đông và tình hình trở thành một cuộc bạo loạn dữ dội khi đám đông xông vào nhà tù ở Phố Młyńska, nơi được cho là đang giam giữ các thành viên phái đoàn. Hàng trăm tù nhân đã được thả vào khoảng 10:50 sáng. Vào lúc 11:30 sáng, kho vũ khí tại nhà tù bị chiếm giữ và vũ khí được phân phát cho những người biểu tình.

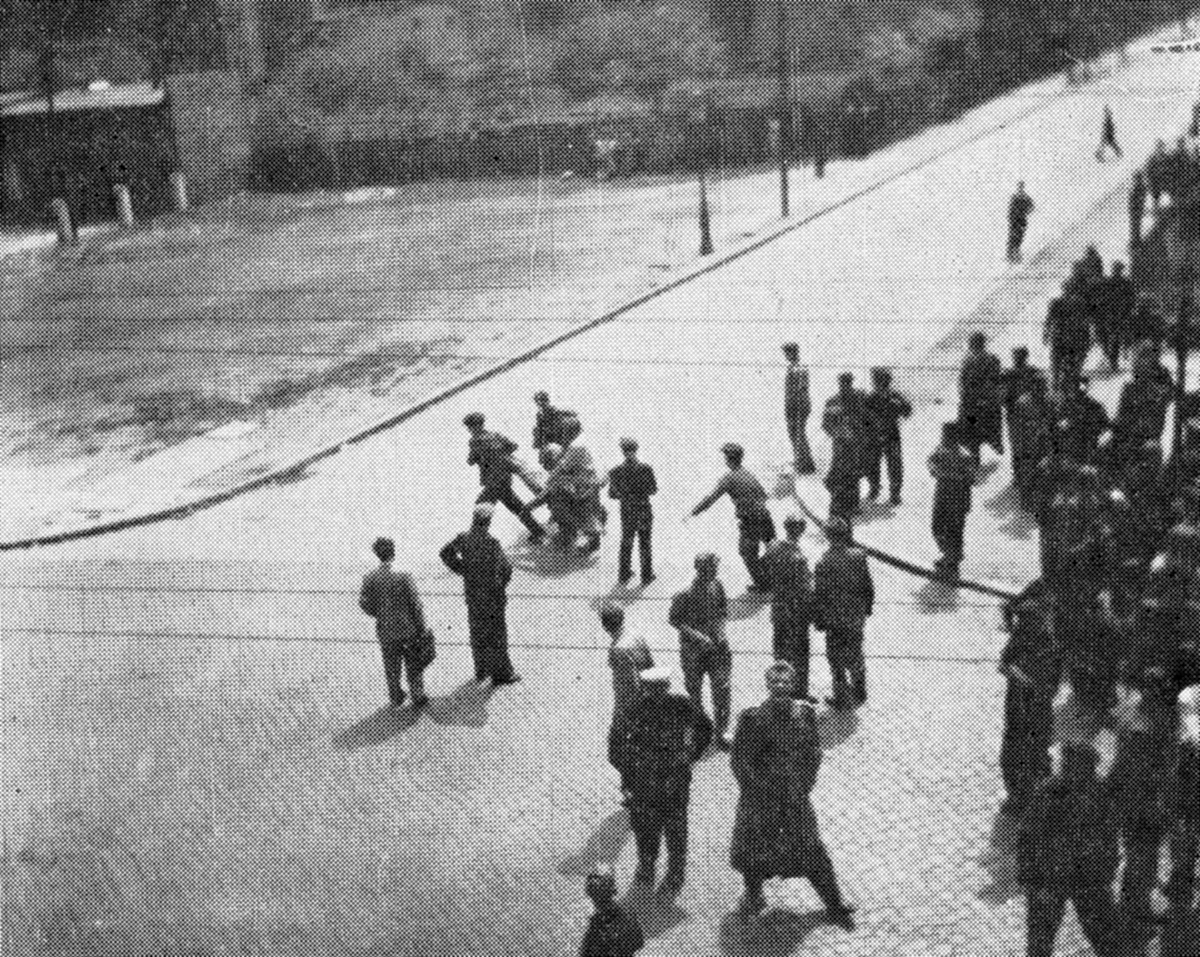
Đám đông di dời một trong số các nạn nhân trên Phố Kochanowskiego

Đám đông đã lục soát trụ sở địa phương của Đảng Cộng sản. Khoảng 11 giờ sáng, họ tấn công văn phòng Bộ Công an trên phố Kochanowskiego, nhưng đã bị đẩy lùi khi những phát súng đầu tiên được bắn ra từ cửa sổ vào đám đông. Từ lúc đó cho đến 6:00 chiều, đoàn biểu tình đã chiếm giữ hoặc bao vây nhiều tòa nhà và cơ quan chính phủ trong và xung quanh Poznań, bao gồm tòa án quận và văn phòng công tố viên, trạm can nhiễu sóng vô tuyến trên Phố Dąbrowskiego và các đồn cảnh sát ở Junikowo, Wilda, Swarzędz, Puszczykowo và Mosina. Trại giam ở Mrowino và trường quân sự tại Đại học Công nghệ Poznań bị chiếm đóng và vũ khí bị tịch thu. Các tài liệu của cảnh sát tại đồn cảnh sát địa phương, viện kiểm sát và tòa án đã bị tiêu hủy.
Trong khi đó, vào khoảng 11:00 sáng, 16 xe tăng, 2 xe bọc thép chở quân và 30 xe khác đã được điều động từ Trường Sĩ quan đến Đội ngũ Thiết giáp và Cơ giới, một đơn vị đồn trú ở Poznań, để bảo vệ các tòa nhà được chỉ định, nhưng không có tiếng súng nào nổ ra giữa họ và những người biểu tình. Những người lính này đã trò chuyện thân thiện với những người biểu tình; một số báo cáo nêu rằng hai xe tăng đã bị tịch thu và một số quân lính đã bị tước vũ khí. Konstantin Konstantinovich Rokossovsky, vị tướng Liên Xô và Bộ trưởng Quốc phòng Ba Lan, sau đó đã quyết định nắm quyền kiểm soát đơn phương và tình hình đã thay đổi đáng kể.

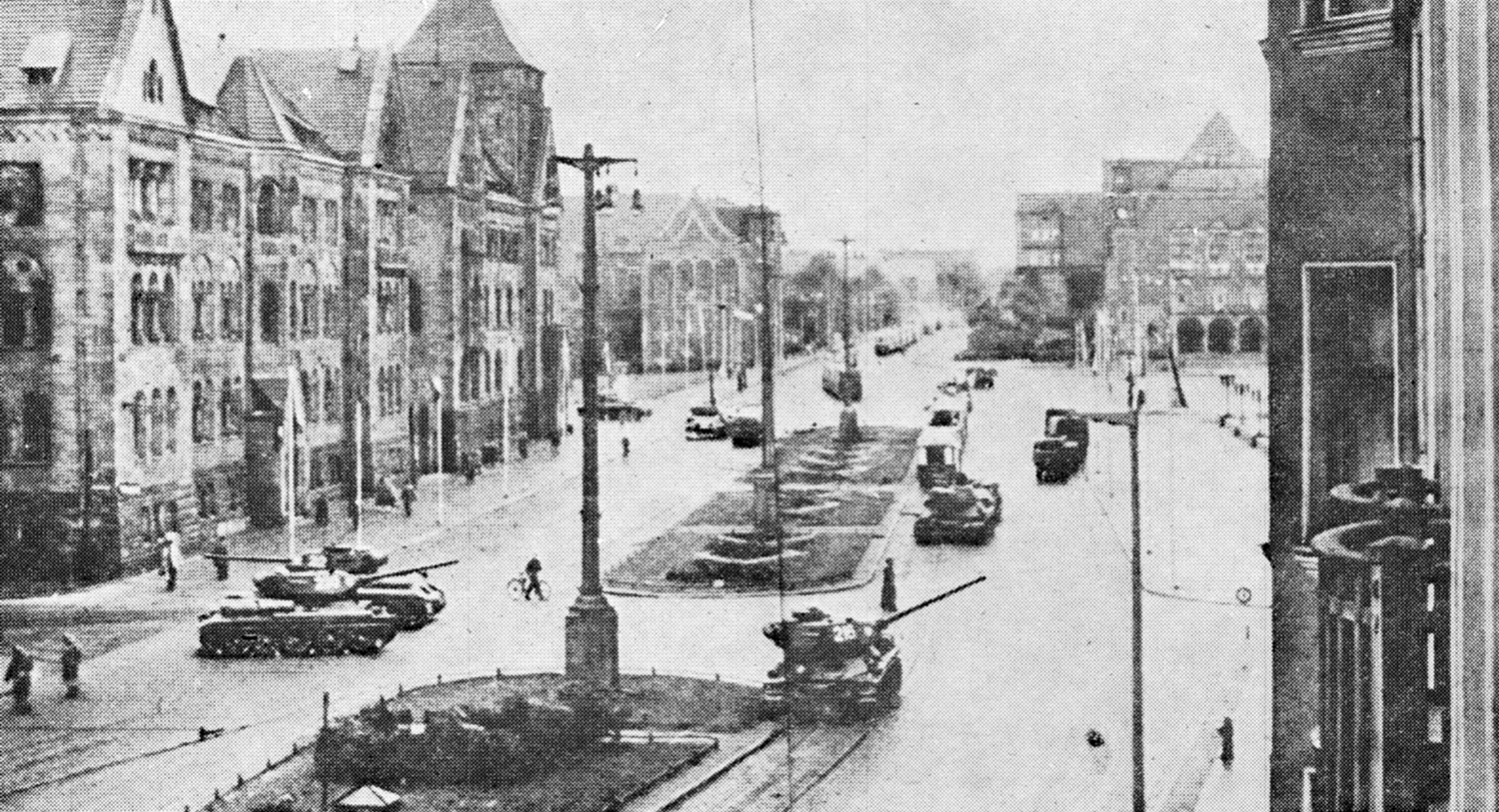
Xe tăng trên Quảng trường Joseph Stalin vắng tanh ở trung tâm Poznań

Rokossovsky cử phó tướng của mình, tướng Ba Lan-Xô Viết Stanislav Gilyarovich Poplavsky, và một nhóm sĩ quan Xô Viết cấp thấp, dập tắt cuộc biểu tình theo cách phù hợp với tiêu chuẩn của Liên Xô. Mục tiêu là chấm dứt các cuộc biểu tình càng sớm càng tốt để ngăn chặn tình huống tương tự như cuộc nổi dậy tại Đông Đức năm 1953, khi mà cuộc nổi dậy lan rộng sang các vùng khác khi không được dập tắt kịp thời. Các sĩ quan Liên Xô đến sân bay Ławica lúc 2 giờ chiều và nắm quyền chỉ huy. Poplavsky không sử dụng quân chính quy địa phương từ các đơn vị đồn trú Poznań, thay vào đó, ông đưa những đội quân khác từ Quân khu Silesia và triệu tập quân đặc biệt từ căn cứ quân sự Biedrusko ở phía bắc Poznań. Những người lính được thông báo rằng những người biểu tình được lãnh đạo và tổ chức bởi "những kẻ khiêu khích người Đức", những kẻ đang cố gắng làm xấu hình ảnh của Ba Lan tại Hội chợ quốc tế Poznań đang diễn ra.
Từ 4 giờ chiều đến 5 giờ sáng ngày hôm sau, quân đội từ Sư đoàn Thiết giáp số 10, Sư đoàn Thiết giáp số 19, Sư đoàn Bộ binh số 4 và Sư đoàn Bộ binh số 5, tổng 10.300 người, và Quân đoàn An ninh nội địa, dưới sự chỉ huy của Poplavsky, đã tiến vào Poznań. Một đoàn xe trải dài hai tiếng đồng hồ gồm xe tăng, xe bọc thép, pháo dã chiến và xe tải chở đầy quân đã đi qua và bao vây thành phố. Vào lúc 9 giờ tối, một làn sóng bắt giữ bắt đầu. Những người bị bắt giữ đã bị đánh đập dã man, bị bắt giữ, bị đưa đến Sân bay Ławica và bị thẩm vấn tàn bạo. Có 746 người đã bị bắt giữ cho đến ngày 8 tháng 8. Các cuộc biểu tình tiếp diễn đến ngày 30 tháng 6, khi quân đội cuối cùng đã bình định được thành phố, sau khi đấu súng với một số người biểu tình bạo động hơn. Vào lúc 7:30 sáng ngày 29 tháng 6, Thủ tướng đã đến và tuyên bố một cách khét tiếng trên đài phát thanh địa phương rằng "bất kỳ kẻ khiêu khích hoặc kẻ điên nào dám giơ tay chống lại chính quyền nhân dân thì chắc chắn rằng bàn tay đó sẽ bị chặt đứt".
Có nhiều ước tính khác nhau về con số thương vong. Nhà sử học Łukasz Jastrząb từ Viện Tưởng niệm Quốc gia (IPN) ước tính có 57 người chết và khoảng 600 người bị thương (bao gồm tám người phía chính phủ), và cũng lưu ý rằng những ước tính lớn hơn, chẳng hạn như ước tính của học giả IPN, Stanisław Jankowiak, với con số chỉ hơn 100 một chút, không được dữ liệu có sẵn ghi nhận đầy đủ. Những ước tính trong phạm vi tương tự, chẳng hạn như "hơn 70 người chết", có thể được tìm thấy trong các báo cáo của phương tiện truyền thông.

## Sau sự kiện

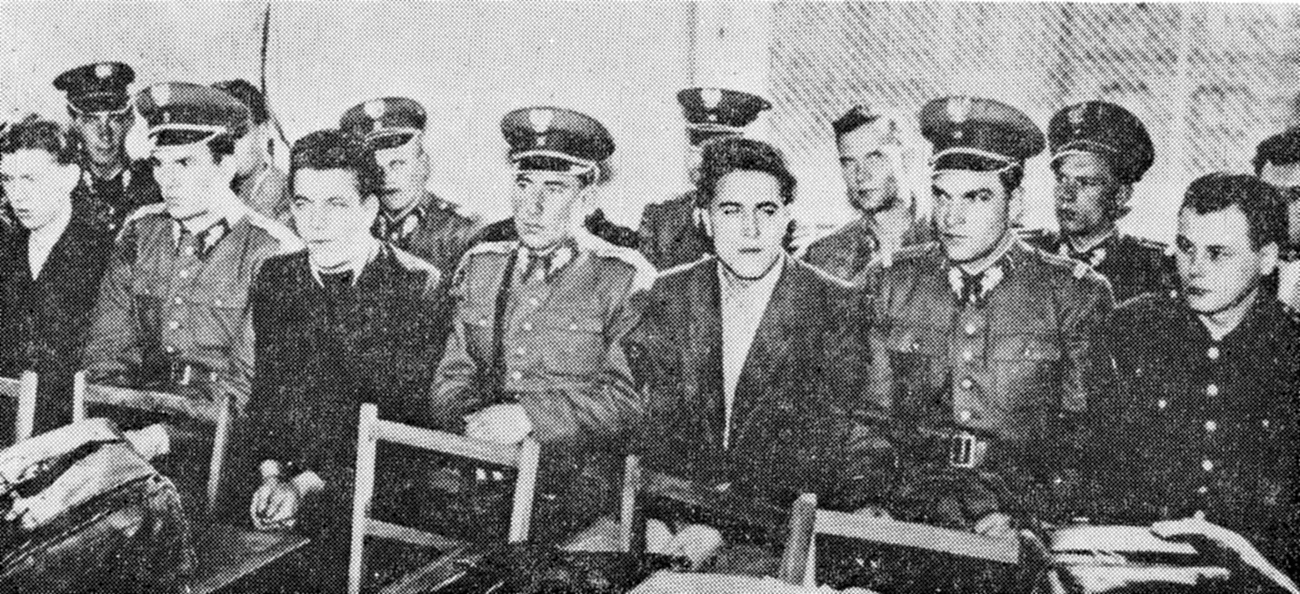
Phiên tòa xét xử cuộc bạo loạn tháng 6 năm 1956

Khoảng 250 người đã bị bắt trong vài ngày đầu tiên, bao gồm 196 công nhân. Hàng trăm người khác bị bắt trong những tuần tiếp theo. Stanisław Hejmowski, luật sư bào chữa cho họ, phải đối mặt với sự áp chế của chính phủ vì ông tuyên bố rằng hành động của chính phủ đã dẫn đến cái chết của những thường dân vô tội. Chính phủ Ba Lan không ép buộc được những người bị giam giữ nói rằng họ bị các cơ quan mật vụ nước ngoài (phương Tây) lôi kéo. Tuy nhiên, điều này dần trở thành đường lối chính thức của chính phủ trong nhiều năm sau đó.

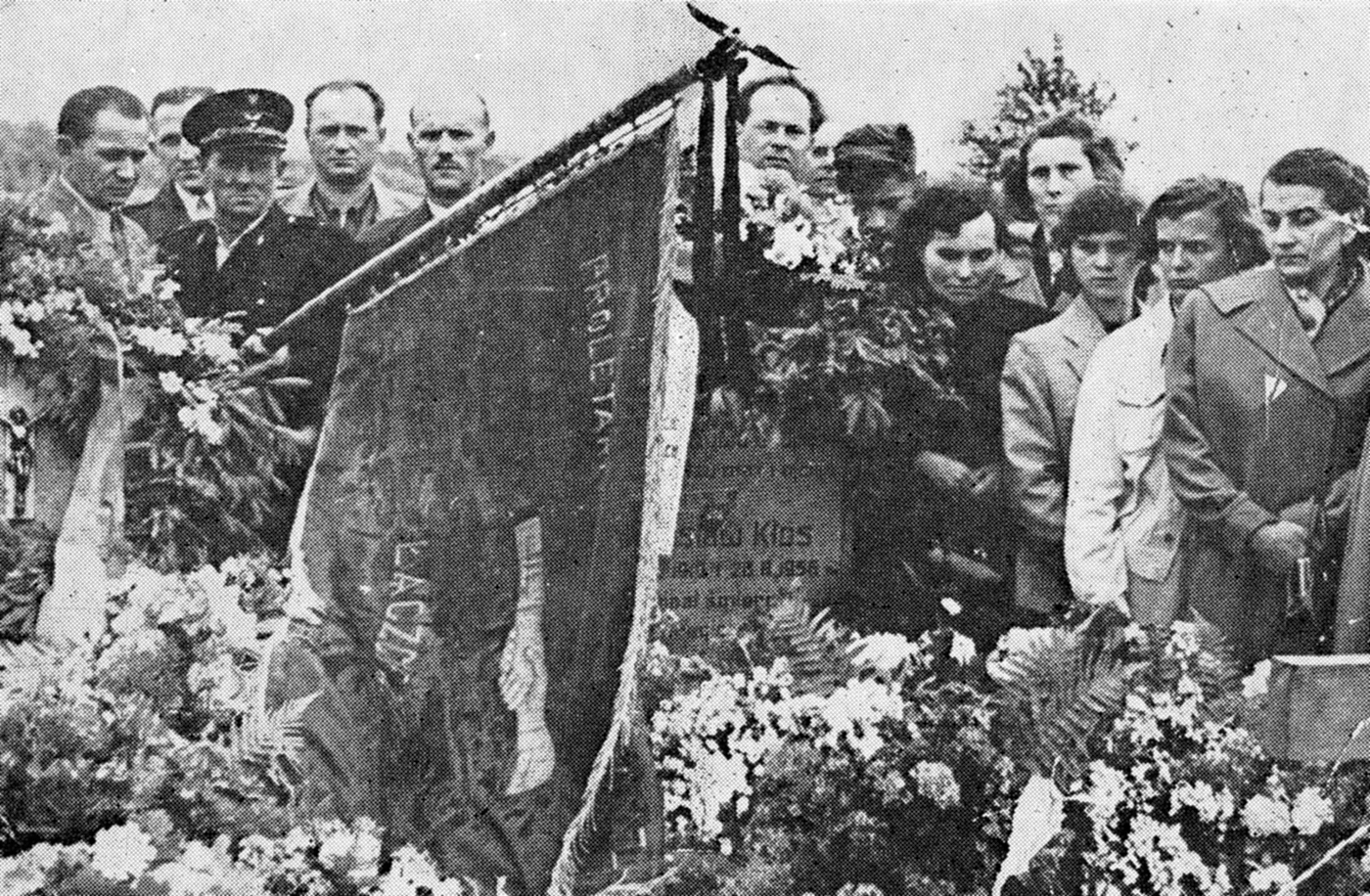
Lễ tang của một trong những nạn nhân vào tháng 6 năm 1956

Chẳng bao lâu sau, những người lãnh đạo nhận ra rằng họ đã mất đi sự ủng hộ của Liên Xô, và tình hình chuyển sang hòa giải bằng cách công bố tăng lương và các cải cách khác. Nhận thấy nhu cầu cần phải thay đổi lãnh đạo, những người cộng sản Ba Lan đã chọn ra một nhà lãnh đạo mới, Władysław Gomułka, được coi là một người ôn hòa. Cuộc cải cách này được gọi là Tháng Mười Ba Lan (hay "Giải đông Gomułka"). Mặc dù vậy, chính quyền cộng sản vẫn kiểm duyệt mọi thông tin về sự kiện Poznań suốt một phần tư thế kỷ.
Các nhà sử học không tiếp cận được các nguồn tài liệu nghiên cứu, và kiểm duyệt đã có hiệu quả trong việc loại bỏ bất kỳ sự đề cập nào đến sự kiện tháng 6 năm 1956 ra khỏi các nguồn công khai. Việc đàn áp những người phản đối có hoạt động tích cực kéo dài trong nhiều năm. Ký ức về sự kiện được những người tham gia và thành viên phe đối lập lưu giữ. Sau Hiệp định Gdańsk năm 1980, Công đoàn Đoàn kết quyết định dựng một tượng đài để tưởng nhớ sự kiện Poznań tháng 6 năm 1956.
Nhiều nhà sử học coi cuộc biểu tình Poznań năm 1956 là một cột mốc quan trọng trong lịch sử hiện đại của Ba Lan, và là một trong những sự kiện dẫn đến sự sụp đổ của chủ nghĩa cộng sản ở Ba Lan. Tuy nhiên, cuộc biểu tình năm 1956 không được thúc đẩy bởi một hệ tư tưởng chống cộng rõ ràng. Các yêu cầu của công nhân chủ yếu mang tính chất kinh tế, cốt để cải thiện điều kiện lao động chứ không mang mục tiêu chính trị rõ ràng. Công nhân đã hát "Quốc tế ca" và giơ biểu ngữ "Chúng tôi muốn bánh mì." Chính sự thất bại liên tục của chính phủ trong việc đáp ứng các yêu cầu đầu tiên cuối cùng đã dẫn đến các yêu cầu phải cải cách chính trị, nhưng ngay cả trong lịch sử của Công đoàn Đoàn kết lại rất ít người đòi hỏi các cải cách chính trị lớn.

### Tưởng niệm
Vào ngày 21 tháng 6 năm 2006, để kỷ niệm 50 năm sự kiện, Hạ viện Ba Lan Sejm đã tuyên bố ngày 28 tháng 6 là ngày lễ quốc gia ở Ba Lan: Ngày tưởng niệm quốc gia Poznań tháng 6 năm 1956 (Narodowym Dniem Pamięci Poznańskiego Czerwca 1956).

### Tiếng Ba Lan
- (bằng tiếng Ba Lan) Piotr Grzelczak, Poznański Czerwiec 1956. Walka o pamięć w latach 1956-1989 [Poznań June 1956. Struggle for memory, 1956-1989], Poznań 2016
- (bằng tiếng Ba Lan) Stanisław Jankowiak, Paweł Machcewicz, Agnieszka Rogulska, "Zranione miasto : Poznań w czerwcu 1956 r.", Instytut Pamięci Narodowej, 2003
- (bằng tiếng Ba Lan) Łukasz Jastrząb, "Rozstrzelano moje serce w Poznaniu. Poznański Czerwiec 1956 r. – straty osobowe i ich analiza", Wydawnictwo Comandor, Warszawa 2006, ISBN 83-7473-015-3
- (bằng tiếng Ba Lan) Norbert Wójtowicz, Ofiary "Poznańskiego Czerwca", Rok 1956 na Węgrzech i w Polsce. Materiały z węgiersko–polskiego seminarium. Wrocław październik 1996, ed. Łukasz Andrzej Kamiński, Wrocław 1996, p. 32–41.